# Beschäftigungsverhältnis
Der Begriff des Beschäftigungsverhältnisses bezeichnet in Deutschland allgemein eine berufliche Tätigkeit zur Sicherung des Lebensunterhalts. Dies kann ein öffentlich-rechtliches Dienstverhältnis als Beamter, Soldat oder Richter sein oder ein privatrechtliches Arbeitsverhältnis, welches grundsätzlich der Sozialversicherungspflicht unterliegt (versicherungspflichtiges Beschäftigungsverhältnis).

## Begriff des Sozialrechts
Beschäftigungsverhältnis im engeren Sinne ist ein Begriff aus dem Sozialrecht. Ein Beschäftigungsverhältnis (und damit Versicherungspflicht) besteht regelmäßig bei Personen, die gegen Arbeitsentgelt oder zu ihrer Berufsausbildung beschäftigt sind (§ 2 SGB IV), wobei unter Beschäftigung die nichtselbständige Arbeit verstanden wird (§ 7 SGB IV). Auch wenn im Regelfall eine Beschäftigung im Rahmen eines Arbeitsverhältnisses ausgeübt wird, unterfallen auch andere Beschäftigungsverhältnisse der Versicherungspflicht, ohne Arbeitsverhältnis zu sein (wie etwa die Tätigkeit als Fremd-Geschäftsführer oder als sog. Scheinselbständiger (vgl. Arbeitnehmer, Scheinselbstständigkeit)). Der sozialversicherungsrechtliche Begriff des Beschäftigungsverhältnisses ist mit dem arbeitsrechtlichen Begriff des Arbeitsverhältnisses nicht deckungsgleich.
Entscheidend für das Vorliegen eines Beschäftigungsverhältnisses ist die Verrichtung von Arbeit in persönlicher Abhängigkeit von einem Arbeitgeber. Die Zahlung von Arbeitsentgelt ist eine zusätzliche Voraussetzung für die Begründung der Versicherungspflicht. Wird eine Beschäftigung unentgeltlich verrichtet, steht dies der Versicherungspflicht entgegen. Ausreichend ist, dass es sich bei der fraglichen Zuwendung um eine Gegenleistung für geleistete Arbeit handelt. Ein Arbeitnehmer ist schon dann „gegen Arbeitsentgelt“ beschäftigt, wenn ihm ein Anspruch auf Arbeitsentgelt zusteht, ohne dass das Arbeitsentgelt ihm auch tatsächlich zugeflossen sein müsste.
Ausgenommen von der Versicherungspflicht sind u. a. geringfügig Beschäftigte. Versicherungsfrei ist nach § 8 Abs. 1 Nr. 1 SGB IV ein Arbeitnehmer in einer Beschäftigung, deren regelmäßiges monatliches Arbeitsentgelt die Geringfügigkeitsgrenze nicht übersteigt. Die Geringfügigkeitsgrenze beträgt ab dem 1. Januar 2024: 538 Euro und ab dem 1. Januar 2025: 556 Euro.
Da ein Beschäftigungsverhältnis eine Tätigkeit in abhängiger Stellung voraussetzt, ging die Rechtsprechung des Bundessozialgerichts davon aus, dass das sozialversicherungspflichtige Beschäftigungsverhältnis bereits dann endet, wenn eine unwiderrufliche Freistellung von der Arbeitspflicht bis zur Beendigung des Arbeitsverhältnisses vereinbart wird. Das hatte zum einen die Folge, dass etwa eingetretene Sperrzeiten (wegen Lösung des Beschäftigungsverhältnisses) beim Bezug von Arbeitslosengeld bereits zum Zeitpunkt der Freistellung zu laufen beginnen, andererseits aber auch, dass mit der Freistellung die Versicherungspflicht endete und damit der Schutz der gesetzlichen Krankenversicherung entfiel und somit höhere Beiträge allein vom Arbeitnehmer zu zahlen waren. Durch die Änderung des SGB IV im Juli 2009 ist mit Einfügung des Absatzes 1a in § 7 SGB IV dieses Problem aufgehoben.